# CCL21
CCL21 (ang. Chemokine (C-C motif) ligand 21) – białko, niewielka cytokina należąca do rodziny chemokin CC.
Funkcjonują również nazwy inne nazwy tej chemokiny:
- 6Ckine (z uwagi na 6 reszt cysteinylowych zamiast typowej dla chemokin liczby 4)
- Exodus-2
- SLC (secondary lymphoid-tissue chemokine)[1][2][3]. Kodujący ją gen CCL21 leży na chromosomie 9. CCL21 działa poprzez przyłączenie się do znajdującego się na powierzchni komórki docelowej receptorem chemokinowym, w tym wypadku CCR7[4].